# Charles Lombahe-Kahudi
Charles Lombahe-Kahudi (ur. 19 lipca 1986 w Kinszasie) – francuski koszykarz urodzony w Demokratycznej Republice Konga, występujący na pozycjach obrońcy oraz skrzydłowego, aktualnie zawodnik francuskiego ASVEL Basket.

## Osiągnięcia
Stan na 21 lutego 2018, na podstawie, o ile nie zaznaczono inaczej.
Drużynowe
- Mistrz Francji (2016)
- Wicemistrz Francji (2010, 2012)
- Zdobywca:
  - Pucharu Liderów Francji (2014)
  - superpucharu Francji (2016)
- Finalista pucharu:
  - Francji (2005, 2016)
  - Liderów Francji (2015, 2017)

Indywidualne
- Obrońca roku ligi francuskiej (2016)
- Uczestnik meczu gwiazd francuskiej ligi LNB Pro A (2011, 2012, 2013, 2015, 2017)[3]

Reprezentacyjne
- Mistrz Europy (2013)
- Wicemistrz Europy (2011)
- Brązowy medalista mistrzostw:
  - świata (2014)
  - Europy (2015)
  - Europy U–18 (2004)
- Uczestnik:
  - igrzysk olimpijskich (2016 – 6. miejsce)
  - Eurobasketu (2011, 2013, 2015)
  - mistrzostw Europy U–20 (2006 – 6. miejsce)
- Zwycięzca turnieju London Invitational (2011)